# مايكل أوليز
مايكل أوليز (مواليد 12 ديسمبر 2001) هو لاعب كرة قدم فرنسي يلعب في مركز الوسط في نادي بايرن ميونخ في الدوري الألماني، ويلعب أيضاً مع المنتخب الفرنسي.

## روابط خارجية
- مايكل أوليز على موقع الاتحاد الأوربي (الإنجليزية)
- مايكل أوليز على موقع إي إس بي إن إف سي (الإنجليزية)
- مايكل أوليز على موقع قاعدة بيانات كرة القدم.إي يو (الإنجليزية)
- مايكل أوليز على موقع ليكيب (الفرنسية)
- مايكل أوليز على موقع ناشيونال فوتبول تيمز (الإنجليزية)
- مايكل أوليز على موقع Soccerbase.com (لاعب) (الإنجليزية)
- مايكل أوليز على موقع Soccerway.com (الإنجليزية)
- مايكل أوليز على موقع عالم كرة القدم.نت (الإنجليزية)
- مايكل أوليز على موقع اللجنة الأولمبية الدولية (الإنجليزية)
- مايكل أوليز على موقع AS.com (الإسبانية)